# Pols de metall

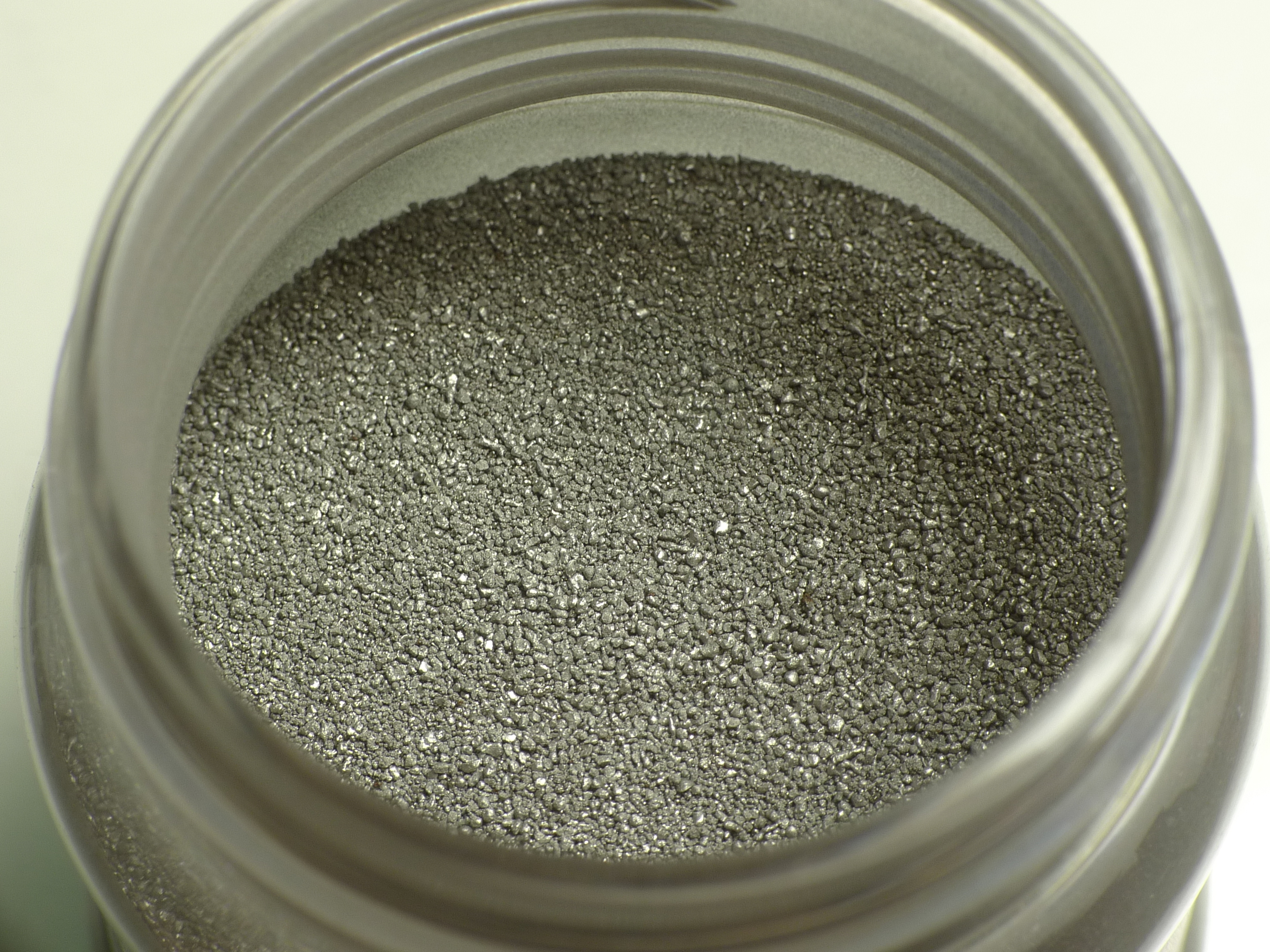
Pols de ferro

La pols metàl·lica és un metall en pols com la pols d'alumini o de ferro.